# Мінарет Калян
Мінарет Калян, також відомий як Бухарський мінарет (узб. Minorai Kalon; перс. مناره کلان букв. «Великий мінарет») — мінарет п'ятничної мечеті в історичному центрі Бухари (Узбекистан), побудований у 1127 році караханідом Арслан-ханом (1102—1130), відомим своєю містобудівною діяльністю.
Мінарет Калян є символом Бухари; найвищим і одним із найстаріших архітектурних пам'яток міста; одним із найвидатніших споруд подібного роду на мусульманському Сході.
Мінарет раннього Середньовіччя, що становить єдиний архітектурний ансамбль з мечеттю Калян, медресе Мірі Араб і еміра Алім-хана, разом з іншими пам'ятниками історичного центру Бухари внесений до списку об'єктів всесвітньої спадщини ЮНЕСКО.

## Історія
Мінарет Калян споруджений при соборній мечеті під час караханіда Арслан-хана, під керівництвом майстра зодчого уста Бако. Спочатку він мав на верхівці дерев'яний ліхтар. А невдовзі після завершення будівництва мінарет з невідомої причини впав. Його відбудували знову у 1127 році, цього разу повністю з випаленої цегли. Мінарет зберігся майже без змін.
Свого часу мінарет виконував кілька функцій: вежі при мечеті, звідки розспівувався азан (заклик мусульман до намазу); дозорної вежі; маяка, видимого далеко за межами міста.
У 1920 році під час штурму Бухари Червоною Армією мінарет постраждав від прицільного вогню артилерії, — снаряд зніс майже половину ліхтаря, який незабаром відновили, окрім двох верхніх ярусів карниза. Відтоді карниз складається із трьох ярусів сталактитів і висота його відповідно змінилася, що вплинуло на загальний вигляд мінарету.
У 1924 році відреставровані невелика частина стіни і мукарнаси мінарету. У 1960 році уста Очіл Бобомуродов відремонтував і укріпив підземну частину (фундамент і основа) мінарету. У 1997 році, до 2500-річчя Бухари, мінарет був капітально реконструйований і відреставрований кращими майстрами. У наступні роки в мінареті також проводилися невеликі реставраційні роботи.

## Опис
Мінарет Калян є потужним, конічно звуженим догори цегляним стовпом, завершеним циліндричним ліхтарем-ротондою на сталактитовому вінці. Ліхтар має шістнадцять наскрізних аркових прорізів, над якими також виведений вінчаючий сталактитовий карниз — шарафа. Мінарет знаходиться біля південно-східного кута п'ятничної мечеті та з'єднаний з її покрівлею арочним вхідним містком.
Висота стовбура мінарету становить 46,5 метра. Довжина кола стовбура в основі дорівнює 30,43 метрів, що відповідає цьому діаметру — 9,7 метрів. Основа стовбура більшого діаметру в Середній Азії є тільки у мінарета Кутлуг-Тимура в Кенеургенчі. Стовбур бухарського мінарету помітно звужується догори, і під ліхтарем, на рівні близько 32 метрів від основи, його діаметр дорівнює 6 метрам.
Круглий стовбур мінарету спирається на 10-гранний цоколь висотою понад 185 сантиметрів, складений, як і весь мінарет, з високоміцної випаленої цегли (27х27х5 сантиметрів) на ганчевому розчині; цегла і розчин з часом злилися в монолітну масу, забезпечивши будівлі рідкісне для цієї місцевості збереження.
Підземна частина мінарету — цегляний фундамент невідомої глибини: шурф, викопаний на глибину 13 метрів, не сягнув його основи. Нижні частини фундаменту складені на глиняному (лесовому) розчині, — по мірі підвищення до нього додавалися ганч і рослинна зола, а частка глини відповідно зменшувалася, так що в цоколі мінарету лесового розчину вже зовсім немає. Бездоганно правильна кладка фундаменту пошарована трьома поясами із плит жовтого вапняку.
Декоративне оздоблення мінарету складається із цеглинок і плиток дуже хорошого випалу, без поливи. Стіни мінарету прикрашені різними — не тільки геометричними — візерунками. Крім того, на стінах написані історичні та релігійні куфічні тексти.

## Галерея

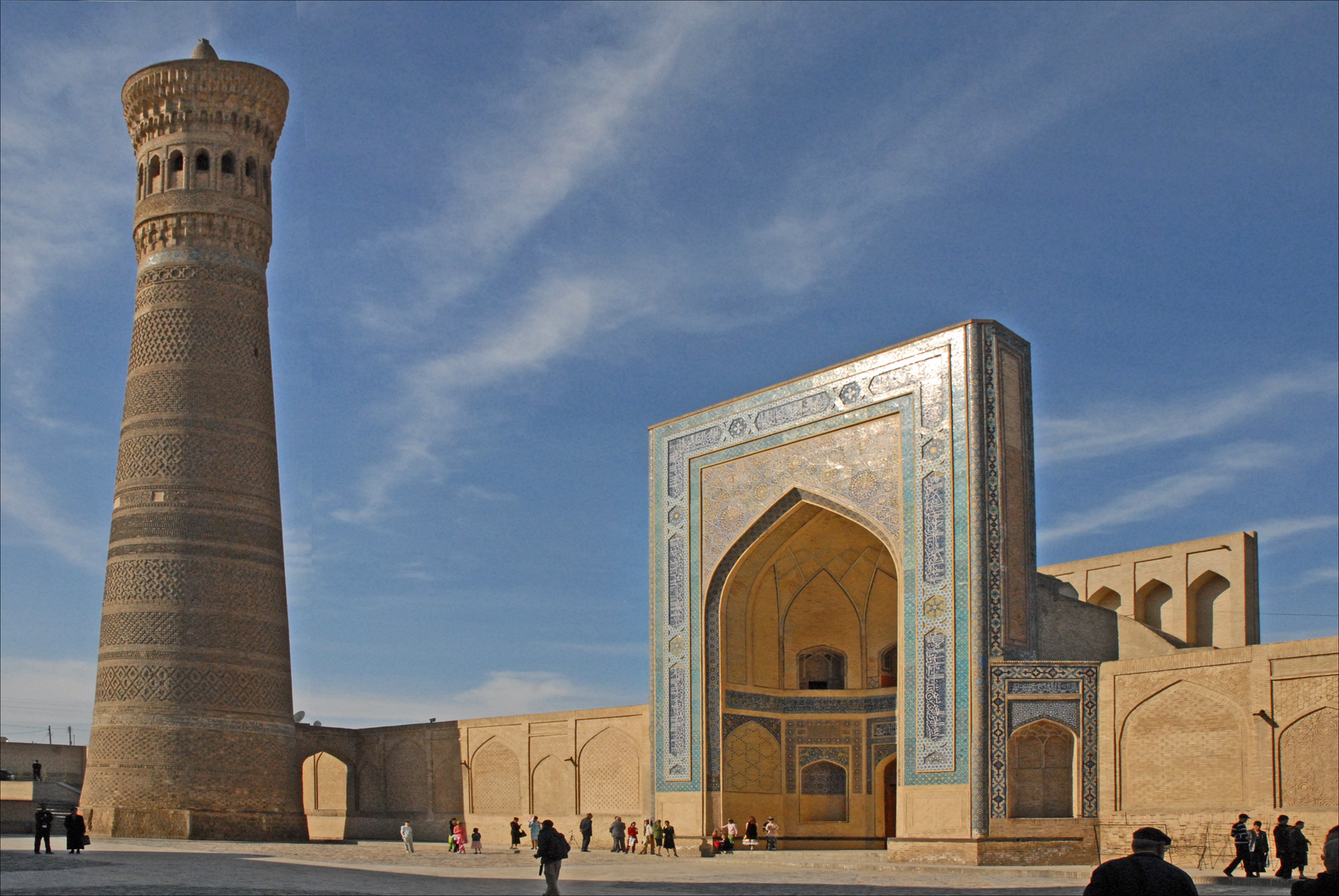
Частина ансамблю Пой-Калян: мінарет і мечеть Калян
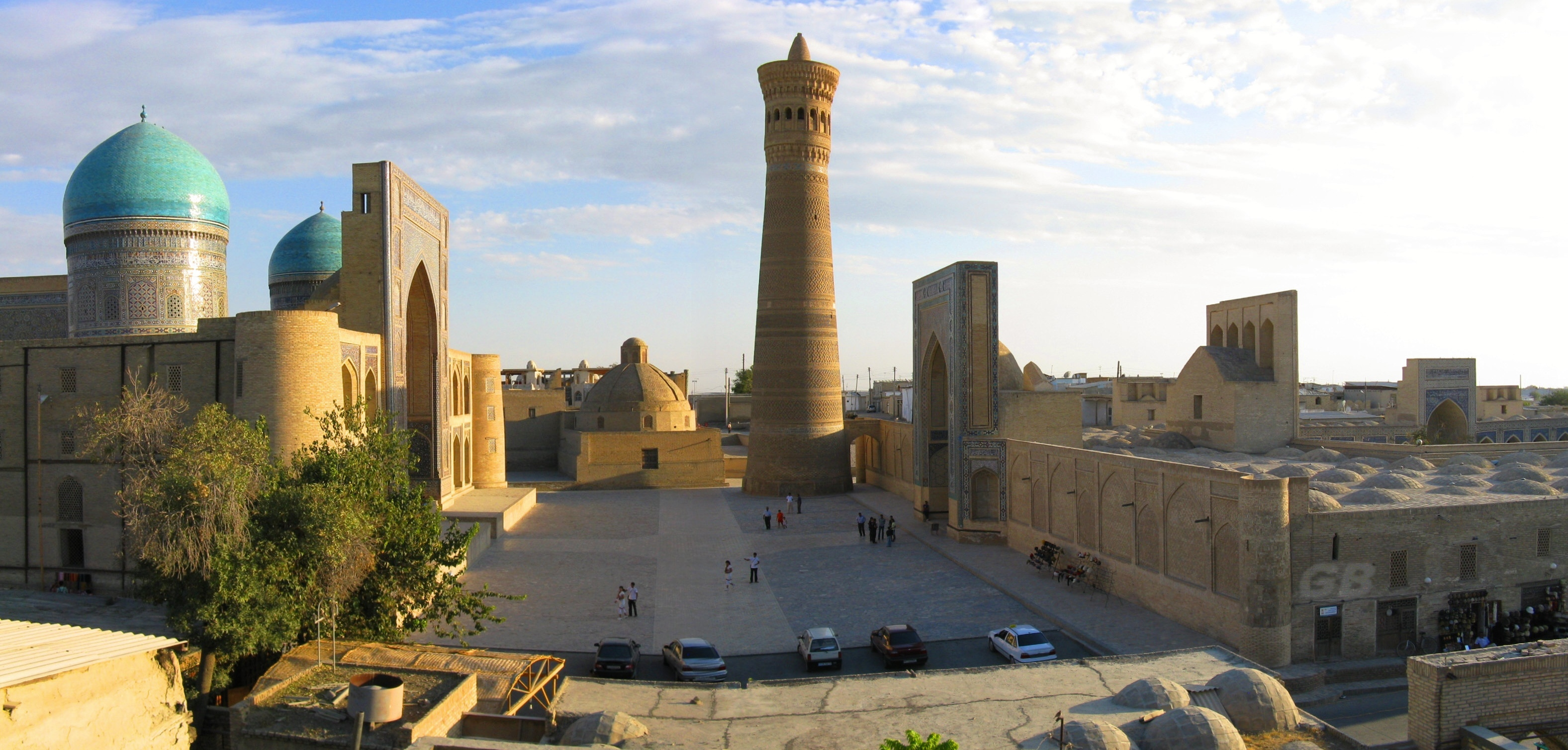
Вид на ансамбль Пой-Калян: мінарет і мечеть Калян, медресе Мірі-Араб
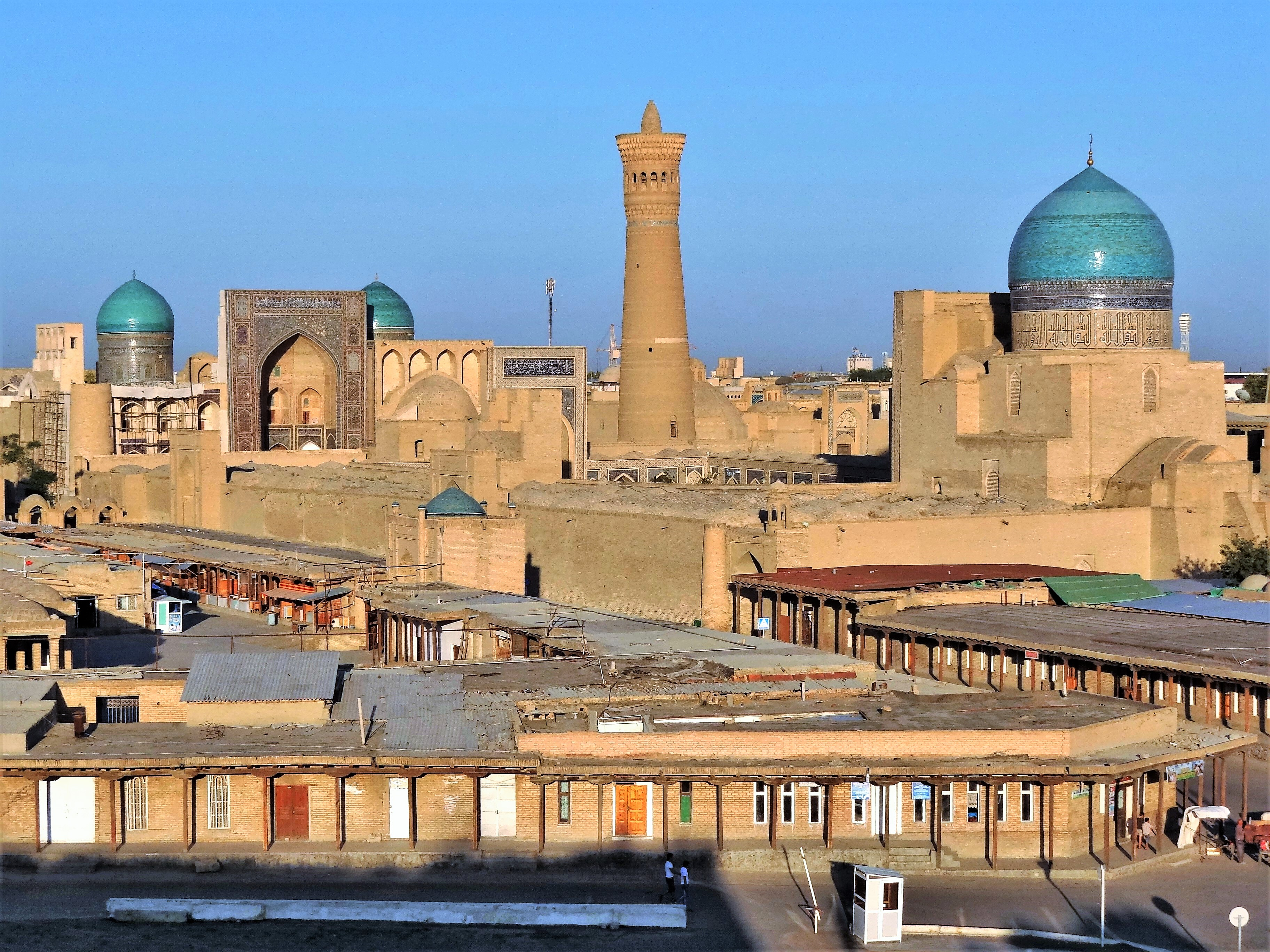
Вид на частину старої Бухари
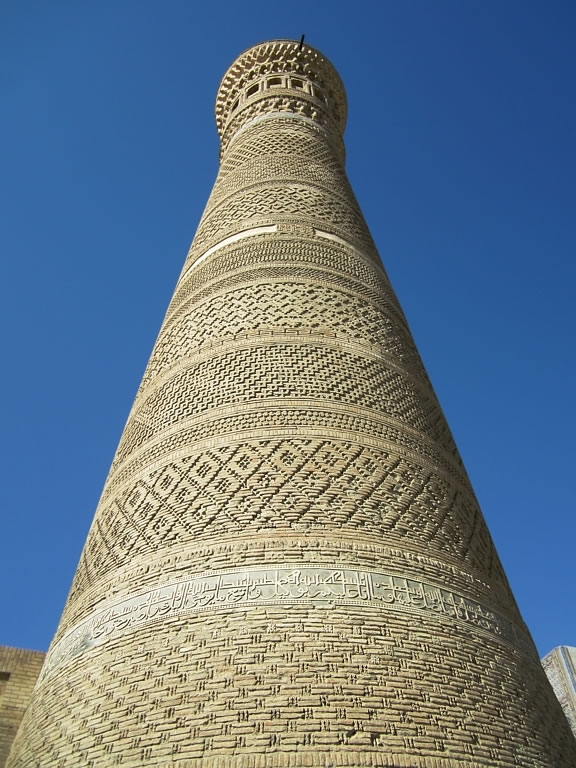
Зовнішні стіни мінарета
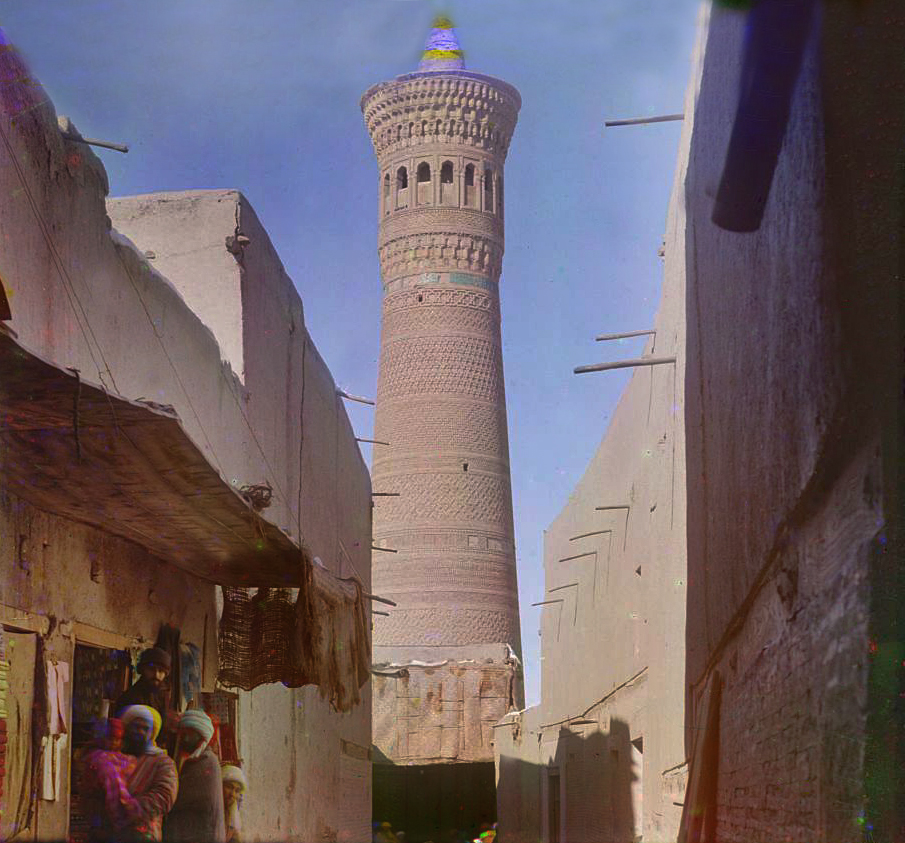
Мінарет Калян у 1909 році. Фотографія Сергія Прокудіна-Горського